# ЗСУ-37
ЗСУ-37 — легка радянська зенітна самохідно-артилерійська установка (САУ), що належить до класу зенітних самохідних установок. Машини цієї марки серійно випускалися на Митищенському машинобудівному і Горьковському автомобільному заводах з 1944 року. До закінчення німецько-радянської війни було побудовано 70 самохідок. Базою для ЗСУ-37 послужила легка протитанкова САУ СУ-76 М. Виробництво ЗСУ-37 продовжувалося в післявоєнний час, навіть після зняття з виробництва базової СУ-76М.
ЗСУ-37 була першою серійною радянською броньованою зенітною самохідною установкою на гусеничному шасі, що ідеально підходить для захисту від атак з повітря мобільних підрозділів. Головною зброєю машини була 37-мм зенітна гармата 61-К, встановлена в башті з круговим обертанням. Самохідка також оснащувалася далекоміром і радіостанцією.

## ЗСУ-37 в комп'ютерних іграх
Оскільки ЗСУ-37 в реальних боях Другої світової війни участі не брала, то в комп'ютерних іграх її можна зустріти нечасто.
ЗСУ-37 можна побачити в наступних комп'ютерних іграх:
- У вітчизняній RTS «Sudden Strike: The Last Stand»;
- У вітчизняній RTS «Бліцкриг II»;
- У вітчизняній RTS «У тилу ворога 2: Брати по зброї»;
- У вітчизняній RTS «У тилу ворога 2: Лис Пустелі»;

Варто відзначити, що відображення тактико-технічних характеристик бронетехніки та особливостей її застосування в бою в багатьох комп'ютерних іграх далеко від реальності.